# Aktivovaný kal

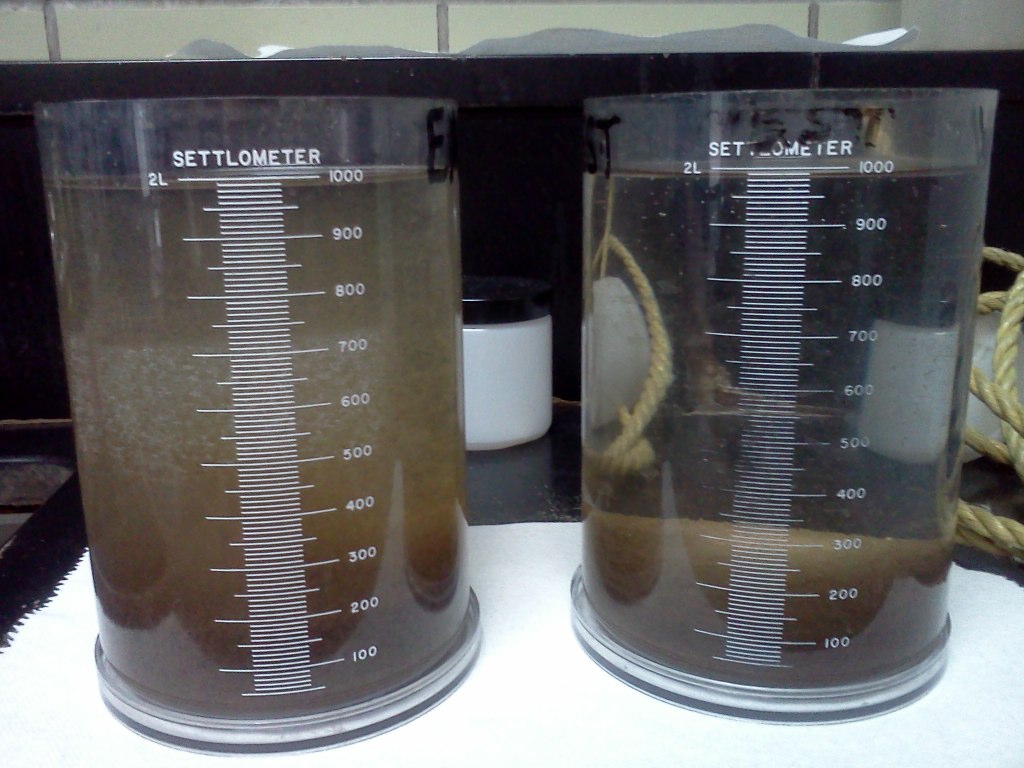
Vzorky aktivovaného kalu z čistírny odpadních vod

Aktivovaný kal je suspendovaná směs vločkotvorných, vláknitých a volných mikroorganizmů v odpadní vodě a dalších pevných organických a anorganických látek, která vzniká při biochemickém aktivačním procesu čištění odpadních vod. Typická koncentrace veškerých látek v aktivovaném kalu v aktivaci (obvykle označováno jako sušina) je v rozmezí 2 - 5 g/l, u čistíren s membránovou separací kalu 10-12 g/l . Vločky aktivovaného kalu obvykle mají schopnost sedimentovat, zvýšená přítomnost vláknitých bakterií tuto sedimentaci zpomaluje a narušuje.
Biologické složení aktivovaného kalu:
- Destruenti - bakterie (např. rody Comomonas, Pseudomonas, Flavobacterium,- Cytophaga či Paracoccus) a v menší míře houby, plísně, kvasinky a sinice
- Konzumenti – protozoa (jednobuněční - prvoci, např. bičíkovci, kryténky, měňavky, nálevníci) a metazoa (mnohobuněční - např. vířníci, hlístice, želvušky, červi, roztoči)

## Historie
Využití aktivovaného kalu pro čištění odpadních vod bylo poprvé laboratorně a následně i provozně testováno v Manchesteru Lockettem a Ardernem v letech 1913-1914. Autoři o svém objevu poprvé referovali na sjezdu Society of Chemical Industry v Manchesteru 3. dubna 1914 a následně svůj objev publikovali v sérii článků v Journal of the Society of Chemical Industry (dnes vychází jako Journal of Chemical Technology & Biotechnology). Od té doby byly vyvinuty různé techniky a postupy pro optimalizaci a zlepšení účinku aktivovaného kalu při čištění odpadních vod. Přestože v současné době se objevují nové postupy biologického čištění odpadních vod využívající např. bakterie Anammox, aktivovaný kal zůstává nejrozšířenějšího technologií biologického čištění odpadních vod. 

## Rozdělení
Aktivovaný kal se dělí na:
- aktivovaný kal - kal vzniklý v aktivaci na biologické čistírně odpadních vod
- vratný kal - aktivovaný kal, který se vrací po separaci od vyčištěné odpadní vody (obvykle po sedimentaci či flotaci) zpět do aktivačního stupně čištění odpadních vod
- přebytečný kal - aktivovaný kal, který se odvádí pryč z aktivačního systému a po zahuštění a separaci (odstředivky, sítopásové lisy, kalolisy) se dále zpracovává (např. kompostárny, bioplynové stanice, zemědělství), nebo likviduje (spalovny)